# Chiaki Omigawa
Chiaki Omigawa (小見川 千明 Omigawa Chiaki), født 11. november 1989 i Kanagawa) er en japansk skuespiller og tegnefilmsdubber. Hun startede sin karriere efter hendes rolle i Soul Eater.

## Roller
Fed tekst angiver at der var tale om en hovedrolle.

### Anime
- Arakawa Under the Bridge - P-ko
- Arakawa Under the Bridge x Bridge - P-ko
- Bodacious Space Pirates - Mami Endou
- Double-J - Maria Sassa
- Eureka Seven: AO - Elena Peoples
- Hanasaku Iroha - Minko Tsurugi
- Hidamari Sketch - Nazuna
- Last Exile: Fam, the Silver Wing - Magnolia
- Mahou Sensei Negima! Anime Final - Sakurako Shiina
- Maria Holic Alive - Komachi Yamaki
- Natsu no Arashi!-serien - Jun Kamigamo
- Soredemo Machi wa Mawatteiru - Hotori Arashiyama
- Soul Eater - Maka Albarn (debut)
- Seitokai Yakuindomo - Mutsumi Mitsuba
- Towa no Quon - Miu
- The Disappearance of Nagato Yuki-chan - Mori Sonou

### Computerspil
- Zero Escape: Virtue's Last Reward - Phi